# إدي كونز
إدي كونز (بالإنجليزية: Eddie Kunz)‏ هو لاعب كرة قاعدة أمريكي، ولد في 8 أبريل 1986 في بورتلاند في الولايات المتحدة.

## وصلات خارجية
- إدي كونز على موقع دوري كرة القاعدة الرئيسي (الإنجليزية)
- إدي كونز على موقعبيزبول رفرنس.كوم (الدوري الرئيسي) (الإنجليزية)
- إدي كونز على موقعبيزبول رفرنس.كوم (الدوري الثانوي) (الإنجليزية)
- إدي كونز على موقع إي إس بي إن.كوم (أم.أل.بي) (الإنجليزية)
- إدي كونز على موقع مشجعي الرسوم البيانية (الإنجليزية)